# Andy Mooney
Andrew P. Mooney (nacido en 1955) es el CEO de Fender Musical Instruments Corporation y antiguo presidente de junta de Disney Consumer Products (DCP). Mooney se unió a The Walt Disney Company como presidente de DCP en diciembre de 1999 y fue ascendido a presidente de junta en mayo de 2003. Los negocios verticales bajo el liderazgo de Mooney y el paraguas de DCP fueron The Baby Einstein Company, Disney Publishing Worldwide y la cadena Disney Store. Se le atribuye ser pionero en las franquicias Disney Princess y Disney Fairies.

## Primeros años
Andy Mooney es nativo de Whitburn, West Lothian, Reino Unido y es hijo de un minero.
Tocó la guitarra eléctrica en varias bandas durante y después de la escuela secundaria con la esperanza de convertirse en músico profesional. Fue un músico semiprofesional hasta los 20 años hasta que se mudó a los Estados Unidos desde el Reino Unido.

## Carrera
En el año 2000, Mooney, que recientemente había sido nombrado presidente de Disney Consumer Products, fue a ver un espectáculo de Disney on Ice en Phoenix, Arizona, donde vio niñas vestidas como princesas, con vestidos hechos a mano con joyas que no combinan. Aunque notó el profundo afecto por los personajes con los que se hicieron estos trajes, imaginó que los ensamblados profesionalmente por Disney podrían ser lucrativos, lo cual le llevó a la creación de la franquicia Disney Princess, en la cual juntaba a varios personajes femeninos de Disney.
Mooney anunció su renuncia a Disney el 6 de septiembre de 2011 para perseguir intereses en otras empresas.
En marzo de 2012, Mooney se unió a la junta directiva de la aplicación de aplicación de compras móviles Shopkick.
En enero de 2013, Quiksilver anunció que Mooney sería su nuevo presidente y director ejecutivo, en sustitución de Bob McKnight. El 27 de marzo de 2015, Quiksilver anunció el cese de Mooney como director ejecutivo de la empresa, siendo reemplazado por Pierre Agnes.
El 2 de junio de 2015, Mooney fue nombrado director ejecutivo de Fender Musical Instruments Corporation, en sustitución de Scott Gilbertson. En el otoño de 2015, Mooney ejecutó la reestructuración de Fender Musical Instruments Europe (FMIE).